# Das Orangenmädchen (Film)
Das Orangenmädchen (Original: Appelsinpiken) ist ein norwegisch-deutsch-spanischer Film von 2009 nach dem gleichnamigen  philosophischen Roman Das Orangenmädchen des norwegischen Schriftstellers Jostein Gaarder aus dem Jahre 2003.

## Inhalt
Als der jetzt 15-jährige Georg noch im Kindergartenalter war, starb sein Vater an Krebs. Dessen letzter Wille war es, die Kinderkarre, in der Georg einst gespielt hatte, auf keinen Fall zu verschenken oder gar zu verkaufen. Nun ist Georg 15 Jahre alt und seine Großmutter findet in dieser Karre einen Brief seines Vaters. Georg ist verwirrt, erstaunt und begeistert zugleich; er zieht sich auf sein Zimmer zurück, um den Papierstapel genauer zu studieren. Je mehr er sich in den Brief vertieft, umso weiter entfernt er sich von seiner Lebenssituation: Seine Großeltern, seine Mutter und deren neuer Mann sitzen im Wohnzimmer und warten. Zwischenzeitlich macht Georg Lesepausen, in denen er reflektiert, was ihm sein Vater einst schrieb.
Der rote Faden innerhalb des Briefes ist das mysteriöse Orangenmädchen, dessen Bekanntschaft Georgs Vater machte. Zunächst trifft er sie in der Straßenbahn, beladen mit einer Tüte voller saftiger und schöner Orangen – eine schicksalhafte Begegnung, da sie seitdem seine Gedankenwelt beherrscht. Georgs Vater verliebt sich Hals über Kopf in sie, sodass er sich auf die Suche nach ihr macht, nachdem sich ihre Wege getrennt haben. Die Sehnsucht führt beide wieder zusammen. Mit einem seltsam-komischen Satz, den das Orangenmädchen gegenüber Georgs Vater äußert, wird auch Georg selbst zum Nachdenken gebracht. Letzten Endes enthüllt sich auch für ihn die Wahrheit darüber, wer das geheimnisvolle Orangenmädchen ist. Georg erfährt vieles über die Vergangenheit seines Vaters und zieht daraus Schlussfolgerungen auch für seine eigene Zukunft.

## Rezensionen und Kritiken
Die Zeitung Verdens Gang bewertete dem Film mit vier von sechs Punkten. Der Autor und Filmkritiker Jon Selas von Verdens Gang, fand die Zusammenführung der verschiedenen Geschichten in dem Film überzeugend gut umgesetzt und die Dialogs wirkten ganz natürlich. Von den schauspielerischen Leistungen war er besonders von Annie Dahr Nygaard, der Hauptdarstellerin des Orangenmädchen bzw. der jungen Veronika beeindruckt.
Das deutsche Filmportal MovieMaze bescheinigte den Film ebenfalls gute Kritiken.

„Das Orangenmädchen bringt dem Zuschauer ein Liebesmärchen nahe, welches jederzeit passieren kann. Es regt zum Nachdenken über die eigene Gefühlswelt an, ist schlicht erzählt und zugleich sehr berührend.“

Die Deutsche Film- und Medienbewertung FBW in Wiesbaden verlieh dem Film das Prädikat besonders wertvoll.

## Produktion
Der Roman Das Orangenmädchen von Jostein Gaarder wurde 2008 in einer norwegisch-deutsch-spanische Koproduktion verfilmt. Die Dreharbeiten fanden hauptsächlich In der norwegischen Hauptstadt Oslo und in Hardangervidda, ebenso in Deutschland in der thüringischen Landeshauptstadt Erfurt sowie auch in Spanien im andalusischen Sevilla  statt. An der Produktion waren die norwegischen Filmstudios  Sandrew Metronome und Helgeland Film beteiligt und als Tradewind Pictures aus Deutschland und das spanische Unternehmen Jaleo Films aus Spanien.
Die Uraufführung und Erstpremiere hatte der Film am 27. Februar 2009 in Norwegen. In Deutschland begann der Kinostart erst am 10. Dezember 2009.